# Eulemur rufus
Lêmure-vermelho (Eulemur rufus) é uma espécie de lêmure pertencente à família Lemuridae.